# Президентски избори в Северна Македония (2019)
Редовните президентски избори в Република Северна Македония се провеждат в два тура на 21 април и 5 май 2019 година. За президент е избран Стево Пендаровски, предложен от СДСМ и управляващата коалиция. Той встъпва в длъжност на 12 май 2019 г.

## Кандидати и предизборна кампания
Основната опозиционна партия ВМРО-ДПМНЕ излъчва своя кандидат на 16 февруари 2019 г. на конференция в Струга – проф. Гордана Силяновска-Давкова.
На 1 март 2019 г. управляващите СДСМ, ДСИ, „Алтернатива“ и още 28 партии оповестяват общия си кандидат - Стево Пендаровски.
Опозиционните албански партии Алианс за албанците и „Беса“ на 28 февруари 2019 г. номират за кандидат проф. Блерим Река.

## Резултати
На първи тур гласуват 755 702 души или 41.79 % от записаните в избирателните списъци. От тях за Стево Пендаровски гласуват 323 714 или 42.84%, 319 225 или 42.24% – за Гордана Силяновска-Давкова и 79 921 или 10.58% – за Блерим Река.
Републиканската избирателна комисия (РИК) анулира гласуването в няколко секции и обявява коригирани официални резултати от първи тур. На 5 май 2019 г. е проведен втори тур на изборите, в резултат на които Стево Пендаровски е избран за президент. Окончателните официални резултати са следните:
| Кандидат | Партия                                       | Първи тур | Първи тур | Втори тур | Втори тур |
| Кандидат | Партия                                       | гласове   | %         | гласове   | %         |
| --- | -------------------------------------------- | --------- | --------- | --------- | --------- |
| Стево Пендаровски | СДСМ                                         | 322 581   | 42,81     | 435 656   | 51,65     |
| Гордана Силяновска-Давкова | ВМРО-ДПМНЕ                                   | 318 341   | 42.25     | 377 446   | 44,75     |
| Блерим Река | Алианс за Албанците, Беса                    | 79 888    | 10,60     |           |           |
| невалидни гласове | невалидни гласове                            | 32 746    | 4.34      | 30 407    | 3,60      |
| Общо гласували | Общо гласували                               | 753 556   | 100       | 843 508   | 100       |
| Общо гласоподаватели / избирателна активност | Общо гласоподаватели / избирателна активност | 1 808 131 | 41,68     | 1 808 131 | 46.65     |
| Източници: Решение на РИК за коригирани резултати от І тур Решение на РИК за окончателни резултати от ІІ тур Страница на РИК Архив на оригинала от 2019-05-29 в Wayback Machine. |                                              |           |           |           |           |